# Christina Lemos
Christina Lemos (Cambuquira, Minas Gerais, 1964) é uma jornalista brasileira, especializada em política. Atualmente é repórter especial e apresentadora da edição das 0h do Jornal da Record, além de ser comentarista política da edição principal, na qual apresentou entre 2020 e 2025.
Em 2007 foi co-autora do livro "O Bispo: A História Revelada de Edir Macedo" (Editora Larousse).
Em 2010, apresentou, junto com colegas, a sabatina do Portal R7 e Record News com os candidatos à Presidência da República. No mesmo ano, participou do Debate da RecordTV fazendo perguntas também aos candidatos ao Planalto.
Até 2012 comandou o programa diário de entrevistas Brasília ao Vivo, na Record News.
Em 2014, foi a moderadora das sabatinas do CNA (Confederação Nacional da Agricultura e Pecuária) e do CNI (Confederação Nacional da Indústria) com os presidenciáveis Aécio Neves, Dilma Rousseff e Eduardo Campos. Desde setembro, para a cobertura eleitoral da Record, Christina passou a viajar o Brasil cobrindo a campanha de reeleição da Presidente Dilma. Em 2016 Christina esteve na cobertura do impeachment de Dilma Rousseff.
Christina tem um blog sobre os bastidores da política no portal R7.
Em 30 de maio de 2020, assumiu como apresentadora eventual do Jornal da Record, e em 19 de junho, se tornou apresentadora oficial do jornal, no lugar de Adriana Araújo. Lemos ficaria na edição principal do telejornal até o dia 4 de julho de 2025, quando foi substituída por Mariana Godoy, sendo transferida para a edição da meia noite do JR 24h, que ganharia um novo formato, focando exclusivamente em política.